# Гераклея (дочь Гиерона II)
Гераклея или Гераклия (др.-греч. Ηράκλεια; убита в 214 до н. э., Сиракузы) — дочь царя Сиракуз Гиерона II, жена Зоиппа.
Когда Гиерон II перед смертью думал о восстановлении в Сиракузах демократии, «чтобы государство, созданное и окрепшее в добрых нравах, не погибло, став игрушкой для владыки-мальчика», именно Гераклея и её сестра Демарата уговорили царя не делать этого, поскольку рассчитывали контролировать малолетнего племянника (215 год до н. э.). Зоипп вскоре был отправлен в Александрию. Когда после гибели Гиеронима был раскрыт заговор мужа Демараты Адранодора, планировавшего захватить власть, сиракузский совет постановил перебить всю царскую семью. Гераклея была убита вместе с двумя дочерьми, хотя и умоляла убийц пощадить её и отослать к мужу.